# Picoplancton

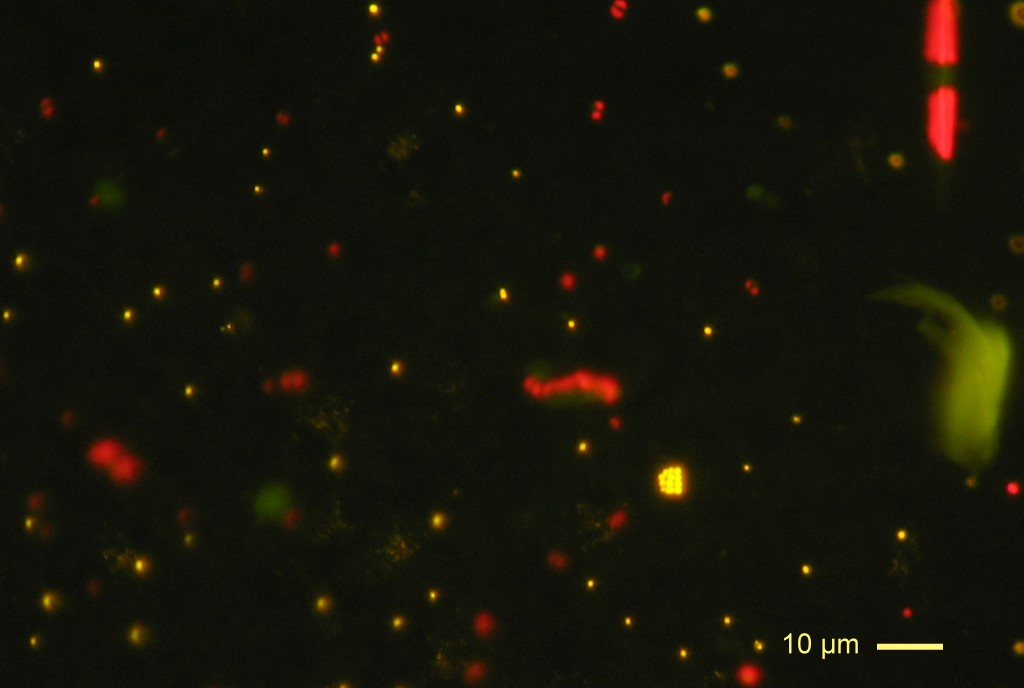
Picoplancton photosynthétique observé par microscopie à epifluorescence (Océan Pacifique au large des îles Marquises).

Le picoplancton est le plancton dont la taille est comprise entre 0,2 et 2 μm. Il peut être soit :
- photosynthétique
- hétérotrophe

Certains organismes du picoplancton peuvent aussi être mixotrophes.